# Enicurus velatus
El torrentero de la Sonda (Enicurus velatus) es una especie de ave paseriforme de la familia Muscicapidae.

## Distribución geográfica y hábitat
Es endémica de las selvas montanas de Sumatra y Java (Indonesia). Habita junto a los arroyos.

## Subespecies
Se reconocen las siguientes:
- E. v. sumatranus Robinson & Kloss, 1923 - Sumatra
- E. v. velatus Temminck, 1822 - Java

## Estado de conservación
Se encuentra ligeramente amenazada por la pérdida de su hábitat natural.